# Рубин, Рут
Рут Ру́бин (урождённая Ривке Ройзенблат; идиш רבֿקה רױזענבלאַט‎, англ. Ruth Rubin; 1 сентября 1906, Хотин Бессарабская губерния — 10 июня 2000, Мамаронек, штат Нью-Йорк, США) — американский музыковед
, фольклорист, поэтесса и певица

. Собирала и исполняла песни на идише.
Почётный доктор консерватории Новой Англии (The New England Conservatory of Music), лауреат премии за достижения на протяжении всей карьеры Еврейского научного института ИВО.

## Биография
Рут Рубин родилась 1 сентября 1906 года в уездном городке Хотин на севере Бессарабии под именем Ривке Ройзенблат. Когда ей было около двух лет семья перебралась через Атлантический океан и поселилась в Монреале, а когда ей было 5 лет умер её отец.
В Монреале Ривке Ройзенблат посещала протестантскую школу The Aberdeen School. Увидев в [1915 году писателя Шолом-Алейхема, она серьёзно заинтересовалась еврейской словесностью и начала сочинять стихи на идише. Сборник стихотворений «Лидэр» (Стихи) был опубликован под её девичьим именем Ривке Ройзенблат в Нью-Йорке в 1929 году.
С 1924 года Ривке Ройзенблат жила в Нью-Йорке, где в 1932 году вышла замуж и сменила имя на Рут Рубин. Приблизительно в то же время она занялась еврейской фольклористикой и под влиянием одного из основных теоретиков идишизма Хаима Житловского (1865—1943) и несколько позже лингвиста Макса Вайнрайха (1893—1969) начала собирать еврейские песни на идише и связанный с ними этнографический материал. В итоге она защитила докторскую диссертацию (Ph.D.) по женскому песенному фольклору у евреев в кливлендской Union Graduate School и собрала более 2 тысяч народных и рабочих еврейских песен, и городских романсов. Собранный Рут Рубин этнографический материал стал основой самой крупной коллекции еврейского песенного фольклора из собранных когда-либо.
Начиная с 1945 года, Рубин выпустила серию грампластинок на 78 оборотах (лейбл Oriole), а с 1954 года и долгоиграющих (главным образом на лейбле Folksways Records — основанном в 1948 году сыном еврейского писателя Шолома Аша Мозесом Ашем и теперь принадлежащем Смитсоновскому институту), с собственным исполнением собранных песен.
Результатом многолетних исследований стали многократно переиздававшиеся монографии «A Treasury of Jewish Folksong» (Сокровищница еврейской песни, 1950) и «Voice of a People: The Story of Yiddish Folksong» (Голос народа: История еврейской народной песни, 1963). Публиковалась в редактируемых Дж. Гейером сборниках «Recall: American-Jewish Folklore» (1961). Посмертно была издана обширная монография «Yiddish Folksongs From the Ruth Rubin Archive» (Еврейские народные песни на идише из архивов Рут Рубин).
О жизни Рут Рубин была снята документальная лента A Life of a Song: A Portrait of Ruth Rubin (Жизнь песни: портрет Рут Рубин, режиссёр Cindy Marshall).

## Книги
- לידער (лидэр — стихи, под именем Ривке Ройзенблат). С предисловием Шмуэла Нигера. Нью-Йорк: Y.L. Magid, 1929.
- A Treasury of Jewish Folksong (Сокровищница еврейской народной песни). Нью-Йорк, первое издание — Нью-Йорк: Schocken Books, 1950 (Schocken Books — 1967, 1987).
- Voice of a People: The Story of Yiddish Folksong (Голос народа: История еврейской народной песни). Первое издание Нью-Йорк и Лондон: Thomas Yoseloff, 1963 (1967 — Нью-Йорк: Schocken Books, 1974 и 1979 — Филадельфия: The Jewish Publishing Society, 2000 — Чикаго: University of Illinois Press с предисловием Марка Слобина).
- Yiddish Folksongs From the Ruth Rubin Archive (Еврейские народные песни на идише из архивов Рут Рубин). Под редакцией Ханы Млотек и Марка Слобина. 3-е издание. Детройт: Wayne State University Press, 2007.

## Долгоиграющие грампластинки
- Jewish Children’s Songs and Games (Песни и игры еврейских детей). Oriole, 1954.
- Jewish Life (Еврейская жизнь). Folksways Records, 1955.
- The Old Country (Старая страна). Folksways Records, 1960.
- Jewish Folk Songs (Еврейские народные песни). Oakland, 1965.
- Yiddish Love Songs (Еврейские песни о любви). Riverside, 1967.
- Ruth Rubin Sings Yiddish Folksongs (Рут Рубин исполняет еврейские народные песни). Prestige International, 1972.
- Yiddish Folk Songs Sung by Ruth Rubin (Еврейские народные песни в исполнении Рут Рубин). Smithsonian Folkways Records, 1978.
- Yiddish Songs of Holocaust (Еврейские песни Холокоста, компакт-диск). Global Village, 1995.